# اللغة الأكدية
اللغة الأكدية (لِشَانُم أَكّديتُـمْ) هي لغة سامية قديمة، ظهرت في بلاد الرافدين، العراق حاليا، منذ 3000 سنة قبل الميلاد وانتشرت لتصبح اللغة الرسمية في الهلال الخصيب، وهي تصنف ضمن مجموعة اللغات السامية الشرقية. وتعد من أقرب اللغات القديمة إلى اللغة العربية. وظلت اللغة الاكدية بلهجتها البابلية الحديثة لغة الخطاب والمكاتبات حتى عام 539 قبل الميلاد، وهو العام التي وقعت فيه بلاد بابل وآشور تحت الاحتلال الأخميني الفارسي ولكن لا زال هناك بعض الكلمات الأكدية في اللهجة العراقية والبحرانية.
كانت تدون بالخط المسماري فوق ألواح الطين التي يرجع تاريخها للنصف الأول للألفية الثالثة ق.م. قبل عام 2000 ق.م. وكانت لهجتان من الأكدية متداولتين وقد ظلتا سائدتين حتى ظهور المسيحية.
إنها أقدم لغة سامية معروفة، واستخدمت الكتابة المسمارية، والتي كانت تستخدم في الأصل لكتابة السومرية غير المرتبطة، والمنقرضة أيضًا ( وهي لغة معزولة ). تمت تسمية الأكادية على اسم مدينة العقاد، وهي مركز رئيسي لحضارة بلاد ما بين النهرين خلال الإمبراطورية الأكدية (حوالي 2334-2154 قبل الميلاد). دفع التأثير المتبادل بين السومرية والأكادية العلماء إلى وصف اللغات على أنها لغة سبراشبوند.
تم توثيق الأسماء الأكدية لأول مرة في النصوص السومرية من حوالي منتصف الألفية الثالثة قبل الميلاد. منذ حوالي القرن الخامس والعشرين أو الرابع والعشرين قبل الميلاد، بدأت تظهر النصوص المكتوبة بالكامل باللغة الأكادية. بحلول القرن العاشر قبل الميلاد، تم استخدام شكلين مختلفين من اللغة في آشور وبابل، والمعروفين باسم الآشورية والبابلية على التوالي. يعود الجزء الأكبر من المواد المحفوظة إلى هذه الفترة المتأخرة، المقابلة للعصر الحديدي في الشرق الأدنى. في المجموع؛ تم التنقيب عن مئات الآلاف من النصوص والأجزاء النصية، والتي تغطي تقليدًا نصيًا واسعًا للسرد الأسطوري والنصوص القانونية والأعمال العلمية والمراسلات والأحداث السياسية والعسكرية والعديد من الأمثلة الأخرى.
بعد قرون من سقوط الإمبراطورية الأكادية، كانت الأكادية (في تنوعها الآشوري والبابلي) هي اللغة الأم لإمبراطوريات بلاد ما بين النهرين (الإمبراطورية الآشورية القديمة، بابل، الإمبراطورية الآشورية الوسطى) طوال العصر البرونزي المتأخر، وأصبحت لغة مشتركة للكثير الشرق الأدنى القديم بحلول وقت انهيار العصر البرونزي ج. 1150 ق. بدأ تراجعها في العصر الحديدي، خلال الإمبراطورية الآشورية الجديدة، حوالي القرن الثامن قبل الميلاد (تيغلاث بيلسر الثالث)، لصالح الآرامية القديمة. خلال الفترة الهلنستية، اقتصرت اللغة إلى حد كبير على العلماء والكهنة العاملين في المعابد في بلاد آشور وبابل. يعود تاريخ آخر وثيقة مسمارية أكادية معروفة إلى القرن الأول الميلادي. المندائية والسورية هما لغتان (شمالية غربية سامية) من الآرامية الجديدة تحافظان على بعض المفردات والميزات النحوية الأكادية.
الأكادية هي لغة اندماجية مع حالة نحوية؛ ومثل كل اللغات السامية، تستخدم الأكادية نظام الجذور الساكنة. نصوص Kültepe، التي كتبت باللغة الآشورية القديمة، تتضمن كلمات مستعارة وأسماء حثية، والتي تشكل أقدم سجل لأي لغة هندو أوروبية.

## التاريخ والكتابة

### الكتابة
الأكادية القديمة محفوظة على ألواح طينية يعود تاريخها إلى عام ج. 2500 قبل الميلاد. تمت كتابته باستخدام الكتابة المسمارية، وهو نص مأخوذ من السومريين باستخدام رموز على شكل إسفين مضغوطة في الطين الرطب. كما استخدمه الكتبة الأكديون، يمكن أن تمثل الكتابة المسمارية المعدلة إما (أ) مخططات سومرية (أي أحرف مبنية على الصور تمثل كلمات بأكملها)، (ب) مقاطع سومرية، (ج) مقاطع أكادية، أو (د) مكملات صوتية. في اللغة الأكدية، أصبح النص عمليا نصا مقطعيا كاملا، وأصبحت الطبيعة الشعارية الأصلية للخط المسماري ثانوية، على الرغم من استمرار استخدام المخططات الشعارية للكلمات المتكررة مثل «الله» و«المعبد». لهذا السبب، يمكن أن تكون علامة AN من ناحية شعارًا لكلمة ilum («إله») ومن ناحية أخرى تشير إلى الإله آنو أو حتى المقطع -an-. بالإضافة إلى ذلك، استخدمت هذه العلامة كمحدد للأسماء الإلهية.
خصوصية أخرى للكتابة المسمارية الأكدية هي أن العديد من العلامات ليس لها قيمة صوتية محددة بشكل جيد. بعض العلامات، مثل AḪ، لا تميز بين صفات حروف العلة المختلفة. ولا يوجد أي تنسيق في الاتجاه الآخر؛ المقطع -ša-، على سبيل المثال، يُترجم بالعلامة ŠA، ولكن أيضًا بالعلامة NĪĜ. غالبًا ما يتم استخدام كلاهما لنفس المقطع في نفس النص.
كانت الكتابة المسمارية غير مناسبة في كثير من النواحي لللغة الأكدية: ومن بين عيوبها عدم قدرتها على تمثيل المقاطع الصوتية المهمة في اللغة السامية، بما في ذلك التوقف المزنجري، والبلعوم، والحروف الساكنة المؤكدة. بالإضافة إلى ذلك، كانت الكتابة المسمارية عبارة عن نظام كتابة مقطعي - أي أن الحرف الساكن بالإضافة إلى حرف متحرك يتكون من وحدة كتابة واحدة - وهو غير مناسب في كثير من الأحيان للغة سامية مكونة من جذور ثلاثية الحروف (أي ثلاثة حروف ساكنة بالإضافة إلى أي حروف متحركة).

### التطور
تنقسم اللغة الأكدية إلى عدة أصناف حسب الجغرافيا والفترة التاريخية:
- الأكادية القديمة 2500-1950 ق.م
- البابلية القديمة والآشورية القديمة، 1950-1530 ق.م
- البابلية الوسطى والآشورية الوسطى، 1530-1000 قبل الميلاد
- البابلية الجديدة والآشورية الجديدة، 1000-600 قبل الميلاد
- البابلي المتأخر، 600 قبل الميلاد – 100 م

عثر على واحدة من أقدم النقوش الأكدية المعروفة على وعاء في أور، موجهة إلى ملك أور ما قبل سرجوني المبكر ميسكياجنونا (حوالي 2485–2450 قبل الميلاد) من قبل الملكة غان سامان، التي يُعتقد أنها كانت من الأكدية. الإمبراطورية الأكدية، التي أنشأها سرجون الأكادي، أدخلت اللغة الأكادية («لغة الأكدية») كلغة مكتوبة، مع تكييف قواعد الكتابة المسمارية السومرية لهذا الغرض. خلال العصر البرونزي الأوسط (الفترة الآشورية القديمة والبابلية القديمة)، حلت اللغة فعليًا محل اللغة السومرية، والتي يفترض أنها انقرضت كلغة حية بحلول القرن الثامن عشر قبل الميلاد.
اللغة الأكدية القديمة، والتي كانت تستخدم حتى نهاية الألف الثالث قبل الميلاد، اختلفت عن كل من البابلية والآشورية، وحلت محلها هذه اللهجات. بحلول القرن الحادي والعشرين قبل الميلاد، أصبح من السهل التمييز بين اللهجتين البابلية والآشورية، اللتين أصبحتا اللهجتين الأساسيتين. من الواضح أن اللغة البابلية القديمة، إلى جانب اللهجة المريوطية ذات الصلة الوثيقة، أكثر ابتكارًا من اللهجة الآشورية القديمة واللغة الإبلائية الأكثر ارتباطًا بها. لهذا السبب، عثر على أشكال مثل lu-prus («سأقرر») لأول مرة في اللغة البابلية القديمة بدلاً من la-prus الأقدم.
على الرغم من كونها قديمة بشكل عام، فقد طورت اللغة الآشورية بعض الابتكارات أيضًا، مثل «تناغم حروف العلة الآشورية». وكان إيبلايت أكثر من ذلك، حيث احتفظ بالثنائي الإنتاجي وضمير النسب انخفض في الحالة والعدد والجنس. كلاهما قد اختفيا بالفعل في الأكدية القديمة. تم انتشال أكثر من 20.000 لوح مسماري باللغة الآشورية القديمة من موقع كولتبه في الأناضول. معظم الأدلة الأثرية نموذجية في الأناضول وليس في آشور، لكن استخدام كل من الكتابة المسمارية واللهجة هو أفضل مؤشر على الوجود الآشوري.
البابلية القديمة كانت لغة الملك حمورابي وشفرته التي تعتبر من أقدم مجموعات القوانين في العالم. تطورت اللغة الآشورية القديمة أيضًا خلال الألفية الثانية قبل الميلاد، ولكن نظرًا لأنها كانت لغة شعبية بحتة - فقد كتب الملوك باللغة البابلية - فقد تم الحفاظ على القليل من النصوص الطويلة. ومع ذلك، فقد استخدمت بشكل ملحوظ في مراسلات التجار الآشوريين في الأناضول في القرنين العشرين والثامن عشر قبل الميلاد، مما أدى إلى اعتمادها مؤقتًا كلغة دبلوماسية من قبل مختلف الأنظمة السياسية المحلية في الأناضول خلال تلك الفترة.

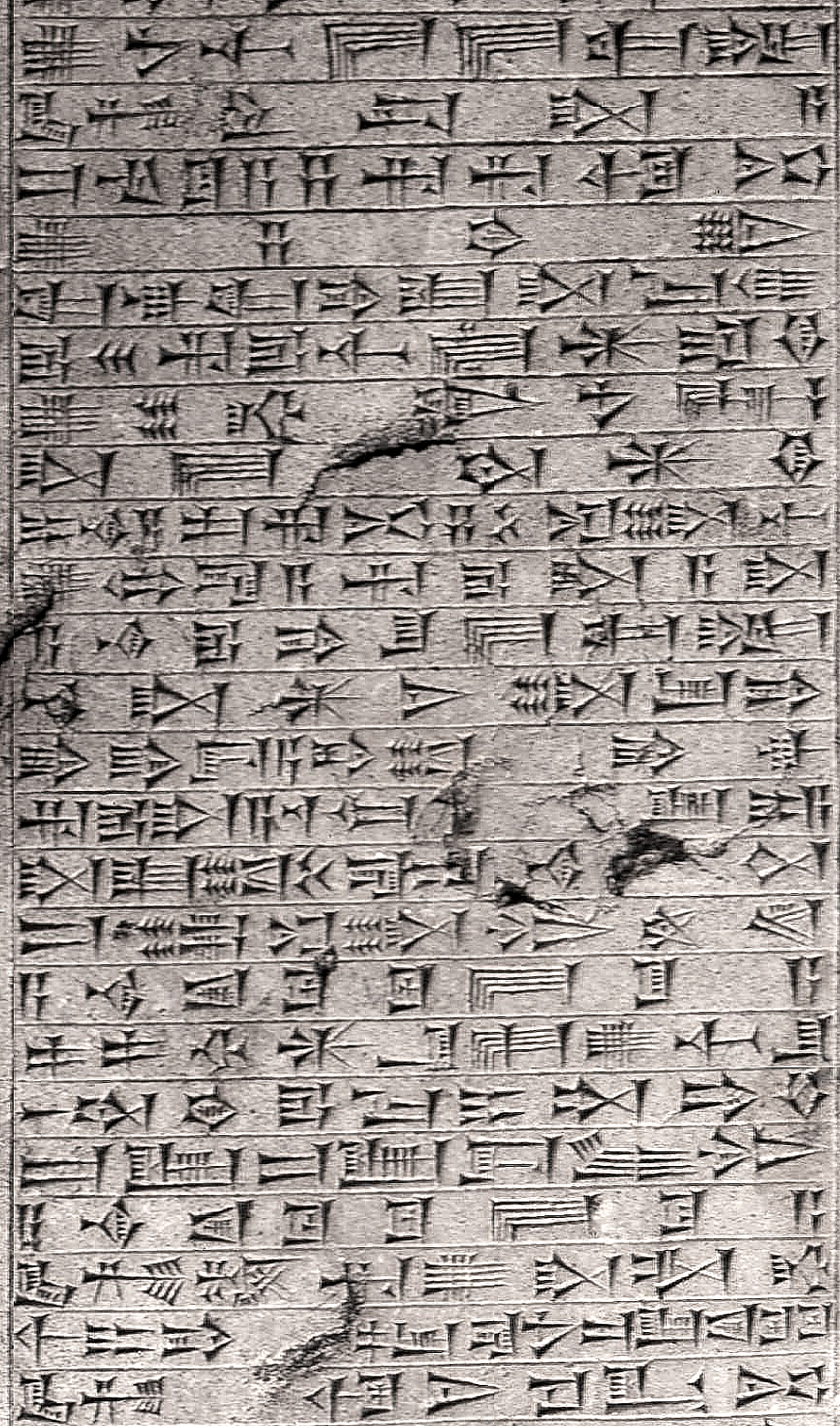
A Neo-Babylonian inscription of Nebuchadnezzar II

بدأت الفترة البابلية الوسطى في القرن السادس عشر قبل الميلاد. تميز التقسيم بالغزو الكيشي لبابل حوالي عام 1550 قبل الميلاد. لقد تخلى الكيشيون، الذين حكموا لمدة 300 عام، عن لغتهم الخاصة لصالح اللغة الأكادية، لكن لم يكن لهم تأثير يذكر على اللغة. في أوجها، كانت اللغة البابلية الوسطى هي اللغة المكتوبة للدبلوماسية في الشرق الأدنى القديم بأكمله، بما في ذلك مصر (فترة العمارنة). خلال هذه الفترة، تم تضمين عدد كبير من الكلمات المستعارة في اللغة من اللغات السامية الشمالية الغربية والحورية. ومع ذلك، فإن استخدام هذه الكلمات كان محصوراً في أطراف المنطقة الناطقة باللغة الأكادية.
ومنذ عام 1500 قبل الميلاد فصاعدًا، أُطلق على اللغة الآشورية اسم الآشورية الوسطى. وكانت لغة الإمبراطورية الآشورية الوسطى. إلا أن التأثير الثقافي البابلي كان قوياً، حيث كتب الآشوريون النقوش الملكية والنصوص الدينية ومعظم النصوص العلمية باللغة البابلية الوسطى، في حين استخدمت اللغة الآشورية الوسطى في الغالب في الرسائل والوثائق الإدارية.
خلال الألفية الأولى قبل الميلاد، فقدت اللغة الأكادية مكانتها تدريجيًا باعتبارها لغة مشتركة. في البداية، منذ حوالي 1000 قبل الميلاد، كانت الأكدية والآرامية متساوية في المكانة، كما يمكن رؤيته في عدد النصوص المنسوخة: كانت الألواح الطينية مكتوبة باللغة الأكادية، بينما كان الكتبة الذين يكتبون على ورق البردي والجلود يستخدمون الآرامية. ومن هذه الفترة فصاعدًا، أصبح المرء يتحدث عن البابليين الجدد والآشوريين الجدد.
تلقت الآشورية الجديدة طفرة في شعبيتها في القرن العاشر قبل الميلاد عندما أصبحت المملكة الآشورية قوة كبرى مع الإمبراطورية الآشورية الجديدة. ولكن أثناء وجود تلك الإمبراطورية، بدأت اللغة الآشورية الجديدة تتحول إلى لغة مستشارية، حيث تم تهميشها من قبل الآرامية القديمة. أدت هيمنة الإمبراطورية الآشورية الجديدة تحت حكم تغلث فلاسر الثالث على آرام دمشق في منتصف القرن الثامن إلى إنشاء اللغة الآرامية كلغة مشتركة للإمبراطورية، بدلاً من أن تطغى عليها اللغة الأكدية. النصوص المكتوبة باللغة الآشورية الجديدة «حصريًا» تختفي خلال 10 سنوات من تدمير نينوى عام 612 قبل الميلاد. في ظل حكم الأخمينيين، استمرت اللغة الآرامية في الازدهار، لكن الآشورية واصلت تراجعها. جاء الزوال النهائي للغة خلال الفترة الهلنستية عندما تم تهميشها بشكل أكبر من قبل Koine اليونانية، على الرغم من أن الكتابة المسمارية الآشورية الجديدة ظلت مستخدمة في التقاليد الأدبية حتى العصر البارثي.

## الحروف الأكّدية
تختلف اللغة الأكّدية في تحوير بشكل مغاير للغات السامية الأخرى. فغالبا ما يتحول صوت ش بالأكّدية إلى ث بالآرامية والعربية (شُورُمْ = ثَوْرٌ)، وص إلى ع بالآرامية وض بالعربية مثل (أًرْصًتُمْ = أَرْضٌ)، بينما تحتفظ العبرية بكلا هاتين الصوتين.

## نحو

### الاسم
تصريف الأكدية يمتاز بإضافة الميم متأثرة بذلك بالسومرية.
- بِيتُمْ = بَيْتٌ
- بِيتَمْ = بَيْتًا
- بِيتِمْ = بَيْتٍ
- بِيتَانْ = بَيْتَانِ
- بِيتِينْ = بَيْتَيْنِ
- بِيتُمْ = بَيْتٌ
- بِيتَاتُمْ = بُيُوتٌ
- بِيتَاتِمْ = بُيُوتٍ، بُيُوتًا

لكن في حال الإضافة يستعمل صيغة بلا تصريف:
- بِيتْ أَوِيلِمْ = بَيْتُ اَلْرًّجلِ

### الضمير
يلاحظ تشابه الضمائر المنفصلة في الأكدية مع تلك في لغات طوارق مصر والرنديل في كينيا.
- أَنَاكُ = أنا
- أَتَّ = أنتَ
- أَتِّ = أنتِ
- شُو = هو
- شِي = هي
- نِنُ = نحن
- أتُّنُ = أنتم
- أَتِّنَ = أنتن
- شُنُ = هم
- شِنَ = هن

### الفعل
الفعل الأكّدي له صيغ كثيرة. أهمها:
- الماضي: مثلا إِرْفُدْ = جرى
- المضارع: إِرَفَّدْ = يجري
- الماضي البعيد: إِرْتَفَدْ = كان قد جرى
- الحال: رَفُدْ = هو جارٍ

### الجملة
الجملة الأكدية تشبه في نمطها إلى اسمية وفعلية كما في اللغات السامية الأخرى. فيقع الفعل في بدايتها إذا كانت فعلية أما إذا كانت اسمية فيقع الاسم في البداية.

## لهجات
- الأكدية القديمة (2334-2200 ق م)
- البابلية القديمة (2000-1595 ق م)
- البابلية الوسطى (1595-1000 ق م)
- البابلية المحدثة (1000-600 ق م)
- البابلية الفصيحة
- البابلية المؤخرة (600 ق م - 100 م)
- أكدية القديمة (القرن 19 ق م)
- أكدية الوسطى (1200-1000 ق م)
- أكدية المحدثة (1000-600 ق م)